# Iwan Michailowitsch Greaves

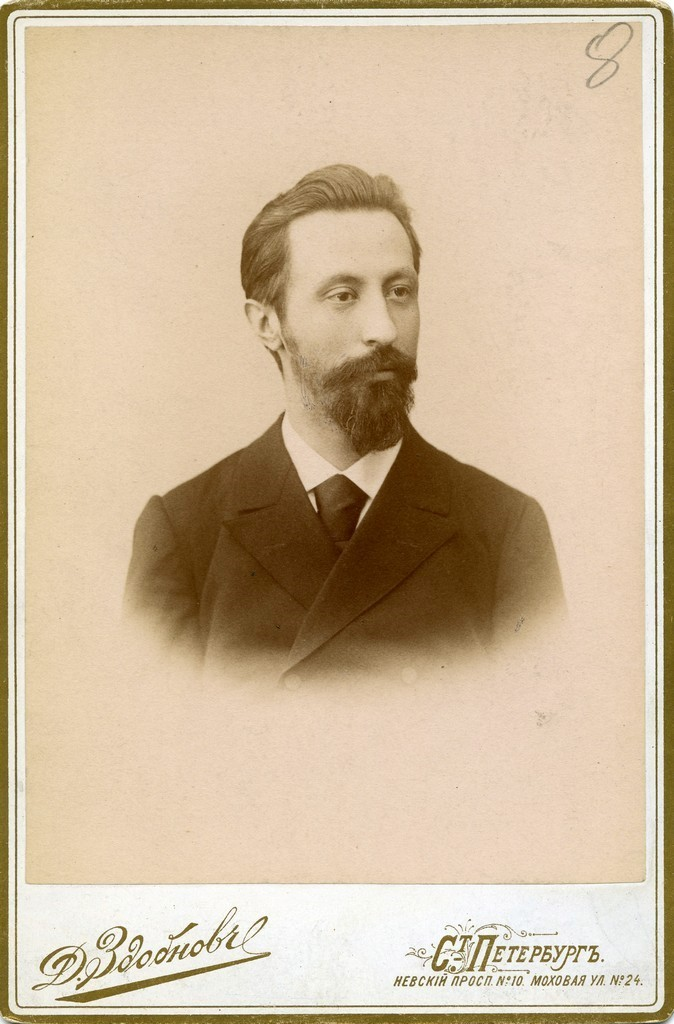
Iwan Michailowitsch Greaves

Iwan Michailowitsch Greaves (russisch Иван Михайлович Гревс, Grews; * 16. Maijul. / 28. Mai 1860greg. im Dorf Lutowinowo bei Birjutsch im Gouvernement Woronesch; † 16. Mai 1941 in Leningrad) war ein russischer Historiker, Mediävist und Hochschullehrer.

## Leben
Greaves stammte aus einer adligen Familie ursprünglich englischer Herkunft mit einem kleinen Landgut in Lutowinowo. Er besuchte das Larin-Gymnasium in St. Petersburg mit Abschluss 1879. Darauf studierte er Geschichtswissenschaft an der Universität St. Petersburg, wobei er sich unter dem Einfluss W. G. Wassiljewskis der Byzantinistik zuwandte. Noch als Student verfasste er den Aufsatz Der Römisch-Byzantinische Staat im 6. Jahrhundert nach den Gesetz-Registern der christlichen Kaiser. Nach dem Abschluss des Studiums 1883 als Kandidat blieb er an der Universität St. Petersburg, um sich auf das Magister-Examen vorzubereiten. Daneben unterrichtete er in St. Petersburg am Je.-N.-Steblin-Kamenskaja-Mädchengymnasium (1884–1885), an der Ersten Kadettenanstalt (1884–1885) und am Maison d'Éducation Schaffe für Mädchen (1884–1889) hauptsächlich Pädagogik, Geschichte und Geographie. Auch lehrte er am St. Petersburger Elisabeth-Institut für Mädchen (1885–1890), am Petrowski-Mädchengymnasium (ab 1886) und am L.-S.-Taganzewa-Gymnasium, dessen pädagogischem Rat er vorsaß. Dazu kam 1888 das Gymnasium am St. Petersburger Historisch-Philologischen Institut und 1889–1890 ein Pädagogik-Kurs am Patriotischen Institut.
An der Universität beteiligte sich Greaves 1881–1883 an Volkswille-Vereinigungen. Im November 1884 war er vorläufig festgenommen. Bei der Durchsuchung fand man die Zeitschrift Wperjod (Vorwärts) und Karl Liebknechts hektografierte Broschüre In Verteidigung des Rechts. Danach stand er unter Polizeiaufsicht und geheimer Überwachung bis 1903.
1889 wurde Greaves Privatdozent an der Universität St. Petersburg. 1890–1892 und 1894–1896 war er zu Studien ins Ausland abgeordnet. In den Bibliotheken und Seminaren in Rom und Paris untersuchte er die wirtschaftlichen und gesellschaftlichen Verhältnisse in der römischen Gesellschaft beim Übergang der Römischen Republik ins Römische Kaiserreich. Ab 1892 hielt er Vorlesungen in den Höheren Bestuschewski-Kursen für Frauen in St. Petersburg.
1899 nach den Studentenunruhen verlor Greaves auf Anordnung des Volksbildungsministers N. P. Bogolepow seine Lehrbefugnis für staatliche Hochschulen. 1900 verteidigte er erfolgreich seine Magister-Dissertation Auszüge aus der Geschichte des römischen Großgrundbesitzes insbesondere in der Kaiserzeit. Er arbeitete als Mitglied und dann als Vorsitzender der Kommission, die eine Reihe von Privatschulen in St. Petersburg organisierte, so die W.-N.-Tenischew-Schule und die Handelsschule in Lesno. Geschichte unterrichtete er an der Tenischew-Schule und am Alexander-Lyzeum. 1901 wurde er Professor am Polytechnischen Institut. 1902 kehrte er zur Universität St. Petersburg und zu den Höheren Bestuschewski-Kursen für Frauen zurück. Als Dekan der Philologischen Fakultät der Bestuschewski-Kurse sorgte er für die Einführung einer Seminar-Struktur und Einrichtung von Seminar-Bibliotheken. Auch unterstützte er große Geschichtsexkursionen. 1903–1904 wirkte er bei der Organisation der Befreiungsunion mit.
Nach der Oktoberrevolution leitete Greaves 1921–1924 die Geisteswissenschaftsabteilung des Petrograder Exkursionsinstituts. Er und seine Schüler wurden wegen „Idealismus“ angegriffen. Als er 1923 seine Stelle an der Universität verlor, arbeitete er literarisch. Ab 1925 arbeitete er im Zentralbüro für Heimatkunde. Er war der Auferstehungsvereinigung verbunden, nach deren Aufhebung er 1930 kurzzeitig inhaftiert war, während die Mitglieder der Vereinigung im Gulag verschwanden. Ab 1935 lehrte er Mittelalter-Geschichte am Lehrstuhl für Geschichte an der Universität Leningrad, an der er auch zum Doktor der Geschichtswissenschaften promoviert wurde.
Greaves wurde auf dem Leningrader Wolkowo-Friedhof begraben.